# Amtsgericht Glückstadt

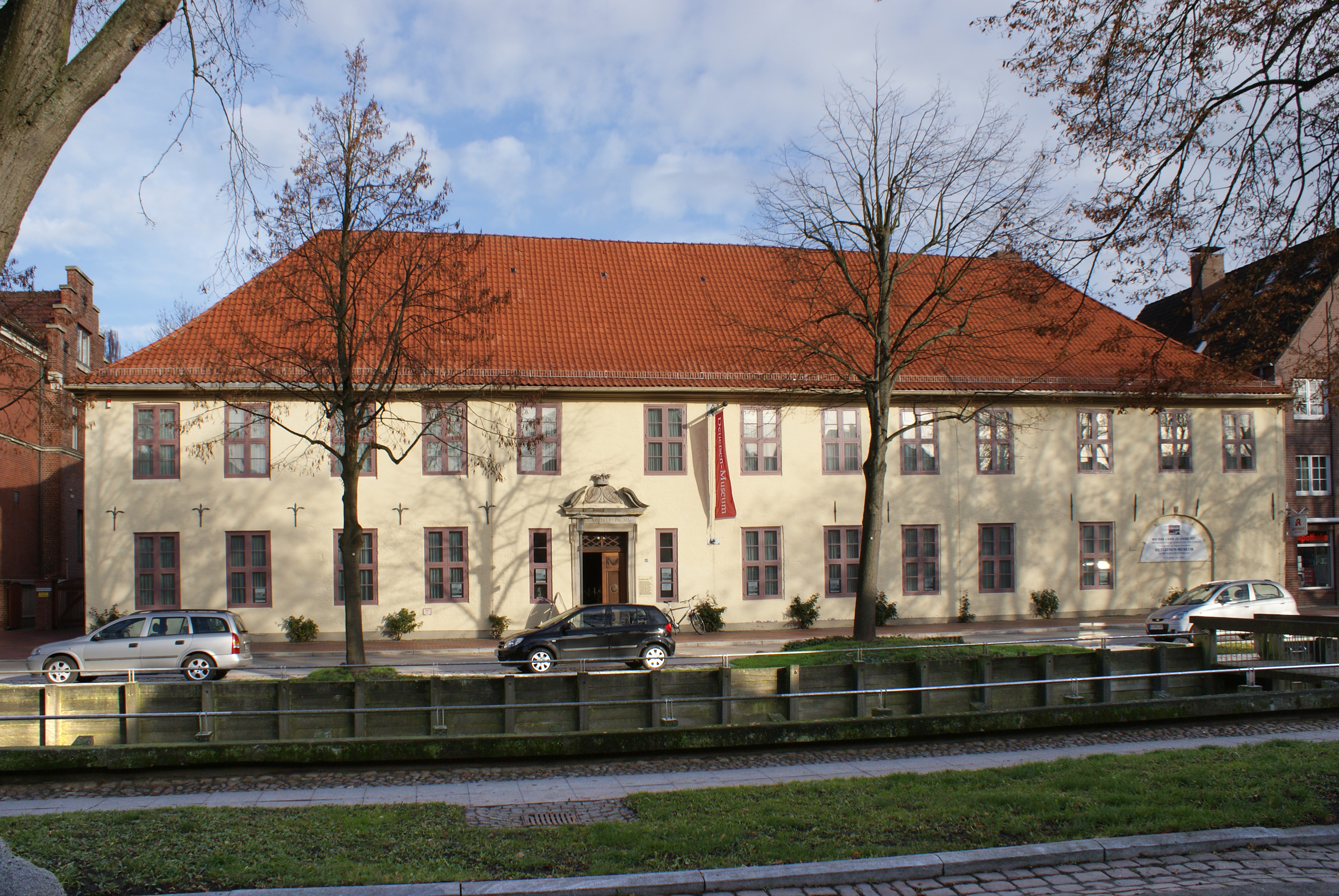
Brockdorff-Palais, Ehem. Amtsgerichtsgebäude ab 1900

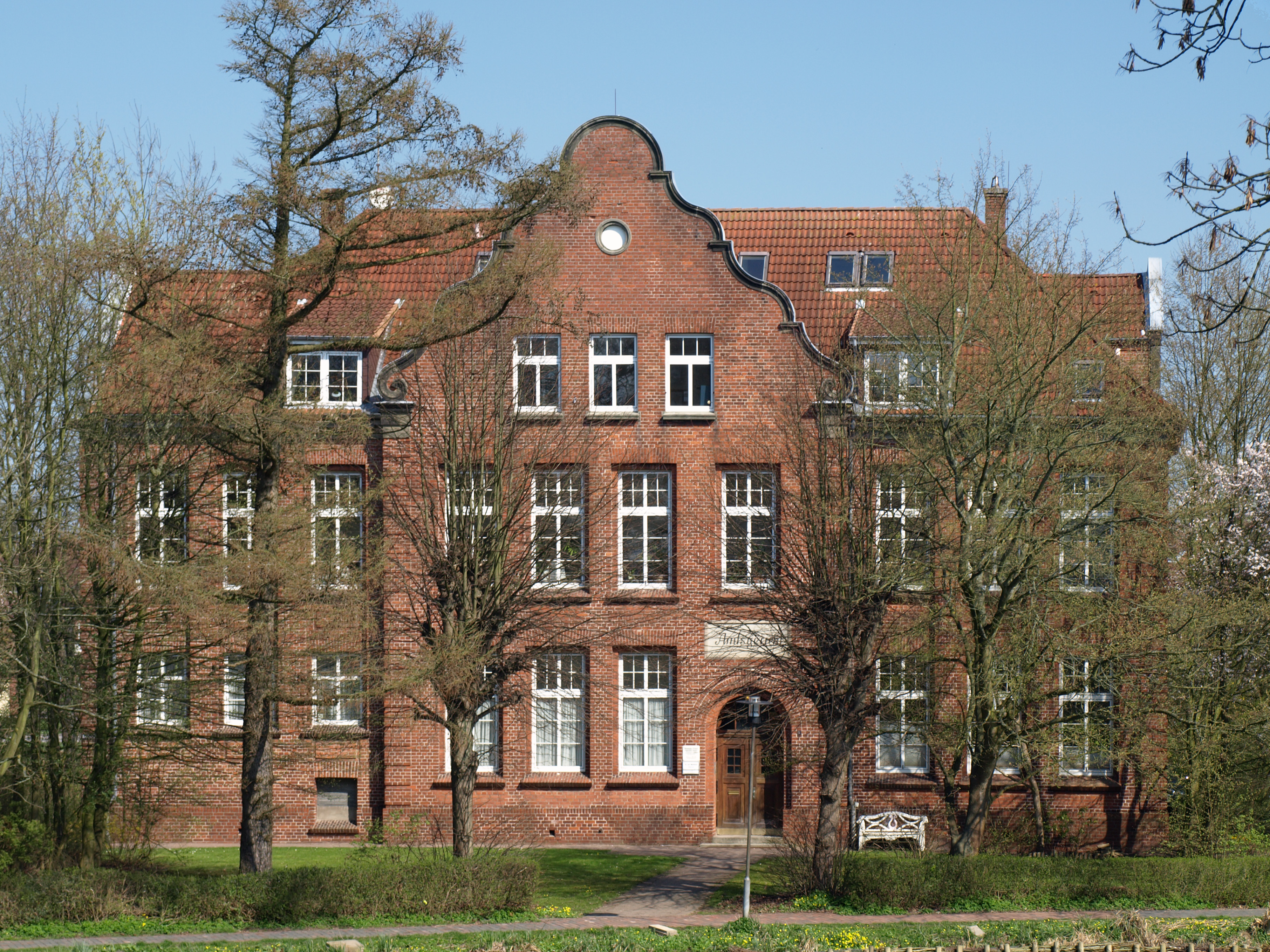
Ehem. Amtsgerichtsgebäude

Das Amtsgericht Glückstadt war ein deutsches Amtsgericht mit Sitz in Glückstadt.

## Geschichte
Mit der Annexion Schleswig-Holsteins wurden 1867 in der nunmehr preußischen Provinz fünf Kreisgerichte und das übergeordnete Appellationsgericht Kiel eingerichtet. Als Eingangsgerichte wurden Amtsgerichte geschaffen, darunter das Amtsgericht Glückstadt als eines von 17 Amtsgerichten des Kreisgerichts Itzehoe. Den Gerichtssprengel bildete die Stadt Glückstadt, die Herrschaft Herzborn (ausgenommen Sommerland und Grönland, Schönmoor und Siethwende), die Blomesche und die Engelbrechtsche Wildnis und die Güter Neuendorf, Groß- und Klein-Colmar. Mit dem Inkrafttreten des deutschen Gerichtsverfassungsgesetzes am 1. Oktober 1879 wurden reichsweit einheitlich Amts-, Land- und Oberlandesgerichte geschaffen. Das Amtsgericht Glückstadt blieb bestehen und war nun dem Landgericht Altona nachgeordnet. Sein Gerichtsbezirk umfasste daraufhin aus dem Kreis Steinburg den Stadtbezirk Glückstadt und die Gemeindebezirke Blomesche Wildnis, Engelbrechtsche Wildnis, Groß-Kollmar, Herzhorn, Klein-Kollmar und das Gut Neuendorf. Am Gericht bestand 1880 eine Richterstelle. Das Amtsgericht war damit ein kleines Amtsgericht im Landgerichtsbezirk. Als Altona durch das Groß-Hamburg-Gesetz von 1937 nach Hamburg eingemeindet wurde, wurde das Landgericht Altona nach Itzehoe verlegt. Im Jahre 1981 wurde das Amtsgericht Glückstadt aufgehoben, und das Amtsgericht Itzehoe übernahm seine Aufgaben.

## Amtsgerichtsgebäude
Ab dem Jahr 1900 hatte das Gericht für 35 Jahre seinen Sitz im Brockdorff-Palais. Es steht unter Denkmalschutz.
Das Amtsgericht nutzte später die ehemalige Höhere Mädchenschule als Amtsgerichtsgebäude. Der zweigeschossige Backsteinbau (Am Burggraben 1) im Heimatschutzstil mit  Walmdach wurde 1913–14 nach Plänen des Stadtbautechnikers Timm errichtet. Es steht unter Denkmalschutz.